# 강사상
강사상(姜士尙, 1519년 ~ 1581년)은 조선의 문신, 정치가이다. 자는 상지(尙之), 호는 월포(月浦), 시호는 정정(貞靖)이다. 강홍립의 조부이다.

## 이력

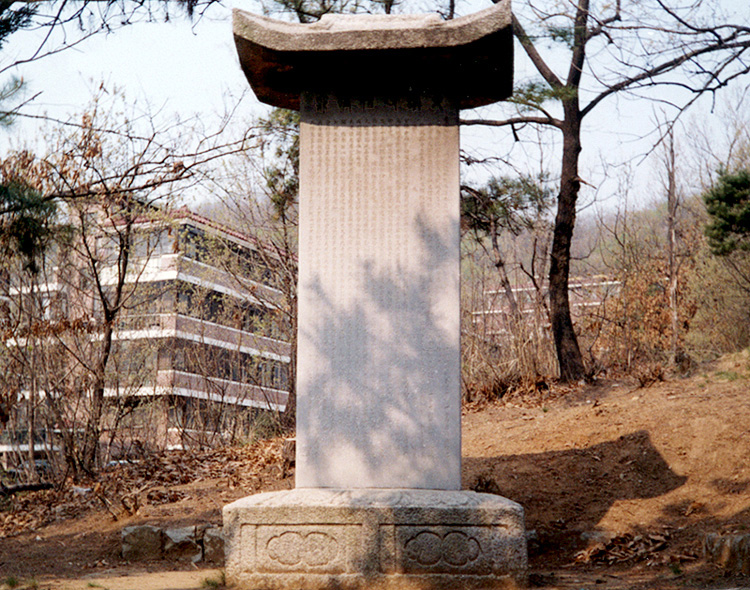
강사상 신도비

1543년 사마시, 1546년 문과 병과에 급제하였다.
1552년 수찬, 헌납, 1553년 정언, 1554년 헌납, 이조정랑, 1555년 검상, 사인, 부응교, 1557년 응교, 전한, 직제학, 동부승지, 1558년 우부승지, 좌부승지, 우승지, 좌승지, 1559년 부제학, 좌승지, 도승지, 1560년 병조참의, 예조참의, 부제학, 1561년 도승지, 형조참판, 대사헌, 1562년 4월 성절사로 명나라 왕래, 1563년 부제학, 도승지, 첨지중추부사, 부제학, 대사간, 1564년 부호군, 도승지, 1565년 대사헌, 경상감사, 1566년 동지중추부사, 1567년 예조참판, 원접사, 대사헌, 1568년 대사헌, 대사간, 1570년 주청사, 대사성, 1571년 대사헌, 동지경연사, 1573년 병조판서, 1574년 형조판서, 판윤, 1575년 이조판서, 1576년 우참찬, 형조판서, 1578년 병조판서, 1578년 11월 우의정, 1581년 8월 영중추부사를 지냈다.
묘는 서울시 관악구 신림동 난곡에 있으며, 묘역이 서울특별시 유형문화재로 지정되어 있다.

## 가족관계
- 조부 : 강영숙(姜永叔)[1]
- 조모 : 첨지(僉知) 이정양(李貞陽)의 딸 익주 이씨(益州 李氏)
  - 부친 : 강온(姜溫, 1496 ~ 1533)
  - 모친 : 박식(朴栻)의 딸 밀양 박씨
    - 남동생 : 강사안(姜士安, 1523 ~ 1582)
    - 남동생 : 강사필(姜士弼, 1526 ~ 1576)
    - 남동생 : 강사부(姜士孚)
    - 정부인 : 임간(任幹)의 딸 
      - 장남 : 강서(姜緖, 1538 ~ 1589)
      - 차남  : 강신(姜紳, 1543 ~ 1615)
        - 손자 : 강홍립(姜弘立)

    - 계부인  : 윤광운(尹光雲)의 딸
      - 3남 : 강인(姜絪, 1555 ~ 1634)
      - 4남  : 강담(姜紞, 1559 ~ 1637)
      - 장녀 : 여흥 민씨 민여건(閔汝健)의 처
      - 차녀 : 이의가(李義可)의 처
      - 3녀 : 김충각(金忠慤)의 처

1. ↑  효령대군의 외고손자
효령대군 → 의성군 이채 → 강자평(姜子平)의 처 이씨 → 강형(姜詗) → 강영숙